# Kingston, Suffolk
Kingston är en by i civil parish Woodbridge, i distriktet East Suffolk, i grevskapet Suffolk, i England. Byn nämndes i Domedagsboken (Domesday Book) år 1086, och kallades då Kyngestuna.